# Szuiriri
A szuiriri a madarak (Aves) osztályának verébalakúak (Passeriformes) rendjébe és a királygébicsfélék (Tyrannidae) családjába tartozó nem.

## Előfordulása
Argentína, Brazília, Bolívia, Uruguay és Paraguay területén honos. Nyílt erdőségek, ligetek és bozótosok lakója.

## Alfajai
- Suiriri suiriri affinis (Burmeister, 1856) - egyes besorolások szerint önálló faj Suiriri affinis néven
- Suiriri suiriri bahiae (Berlepsch, 1893)
- Suiriri suiriri suiriri (Vieillot, 1818)

## Megjelenése
Testhossza 15 centiméter. Tollazata barna színű. Felálló kis bóbitája van

## Életmódja
A lombok között keresgéli rovarokból álló táplálékát.

## Szaporodása
Csésze alakú fészkét növényi anyagokból, ágvillába készíti.